# My Oh My (Kylie Minogue-dal)
A My Oh My című dal az ausztrál énekes-dalszerző Kylie Minogue 2024. július 11-én megjelent dala, melyben Bebe Rexha amerikai énekesnő, és Tove Lo svéd énekes-dalszerző közreműködik. A dalt a BMG jelentette meg a streaming platformokon keresztül, majd egy nappal később fizikai és digitális kiadásban is megjelent. A dalt Ina Wroldsen írta, és Steve Mac volt a társszerző és a producer.
A "My Oh My" Minogue harmadik egymást követő közös munkája a Midnight Ride után Orville Peck-kel, és Diplo-val, valamint a Dance Alone című dal Siaval, és a második közös együttműködés Tove Lo-val, és az első Bebe Rexha-val. A dal zeneileg egy dance-pop dal, klubzene elemekkel. Lírailag a flörtölésről szól, és a dalszövegben az énekesek asztrológiai jeleit használja fel, hogy játékos módon mutatkozzon be egy potenciális szeretőnek. 
A zenekritikusok dicsérték a dal táncorientált stílusát, és hangzását, valamint Rexha és Lo együttműködését. Néhány kritikus párhuzamot vont Minogue korábbi 2001-es dalával a Can’t Get You Out of My Head cíművel a hasonlóság miatt. A zenei vizualizációt Minogue YouTube csatornáján tették közzé egy nappal a digitális megjelenés előtt. 

## Előzmények
2023. szeptember 22-én Minogue kiadta 16. Tension című stúdióalbumát, mely kereskedelmi és kritikai szempontból is sikeres volt. Szerepelt rajta a Padam Padam, a Tension és a Hold On to Now című slágerek. Az album népszerűsítése érdekében Minogue több fellépésen is előadta, mielőtt november 3-án megkezdte a More Than Just a Residency című rezidenciáján lévő előadásokat Las Vegasban. A Variety 2024 januárjában megerősítette, hogy Minogue újabb anyagokkal egészítette ki a "Tension" című albumot, és utalt arra, hogy új zenéken dolgozik a februári 66.Grammy-díjátadóra. Július 8-án új dalt jelentett be a közösségi médiában egy "MOM" című mentés előtti linkkel. Később ő és Bebe Rexha  valamint Tove Lo énekesek bejegyzéseket osztottak meg a közösségi médiában, hasonló leírásokkal egymásról.  Július 11-én Minogue bejelentette a "My Oh My" című kislemezt (eredetileg "MOM" rövidítéssel), a közösségi médiában, majd aznap megjelent a streaming platformokon.

## Összetétel és kompozíció

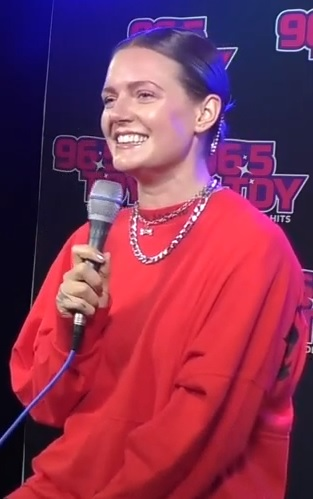
A "My Oh My" már a második közös munka Tove Lo svéd énekesnővel (a képen)

A "My Oh My" című dalt Ina Wroldsen és Lo írta, Steve Mac volt a társszerző és producer. A dalban Minogue, Rexha és Lo énekel. Ez Minogue harmadik egymást követő együttműködése különböző előadókkal, úgy mint Orville Peck Diplo, vagy Sia. Minogue korábban is dolgozott együtt Lo-val, a "Really Don't Like U" című kislemezen, valamit Lo "Sunshine Kitty" (2019) albumán. Minogue és Rexha viszont most dolgoznak együtt közösen, bár már 2024. március 7-én találkoztak a Billboard Woman In Music díjkiosztó ünnepségen.
Zeneileg a "My Oh My" egy dance-pop dal, klubzenei elemekkel, melynek 124 BPM/perc a tempója.  Murray Chalmer sajtóközleménye szerint a dal összetéveszthetetlen Kylie korábbi 2001-es "Can't Get You Out of My Head" című dalának "la la la" című refrénével, majd hozzátette, hogy a dal ritmusa, játékos szövege a nyári táncparkettek slágere lesz.  A Billboard szerint a dal az ütemével beindítja a klubzenére nyitott rajongókat, míg a Rolling Stone írója, Daniel Kreps egy "táncparkettre kész dance-pop dalnak nevezte". A Variety szerkesztője, Thania Garcia szintén hasonlóan értékelte a dalt, kitérve annak dübörgő ütemére, és ellenállhatatlan popritmusára. Jessica Lynch a Rolling Stone Australia-tól azt írta, hogy a dal tartalmazza Kylie jellegzetes "la la la" szövegeit, fülbemászó basszussal, és játékos szöveggel, amelyek azonnal a táncparkett himnuszává emelik azt.
Szövegileg a dal a flörtölés témáját taglalja, példaként a "When you asked/What's your name?/What's your sign?/I'm Kylie, it's Gemini/What's your drink?/Let me buy/You had me, when you say hi" című szöveggel. A dalban a három előadó beépíti asztrológia jegyeit: Ikrek (Minogue), Szűz (Rexha) és Skorpió (Lo). Mary Varvaris a The Music-tól részletezte az alkalmazást azt írva, hogy "dörömbölő vonalakkal, és játékos szöveggel ír a csillagjegyekről".  Elizabeth Aubrey az NME írója és Jamie Tabberer az Attitude szerkesztője megjegyezte a "La la la" szöveg ismétlését, és összehasonlította azt Minogue 2001-es "Can't Get You Out of My Head" című kislemezével.

## Megjelenés és kritikák

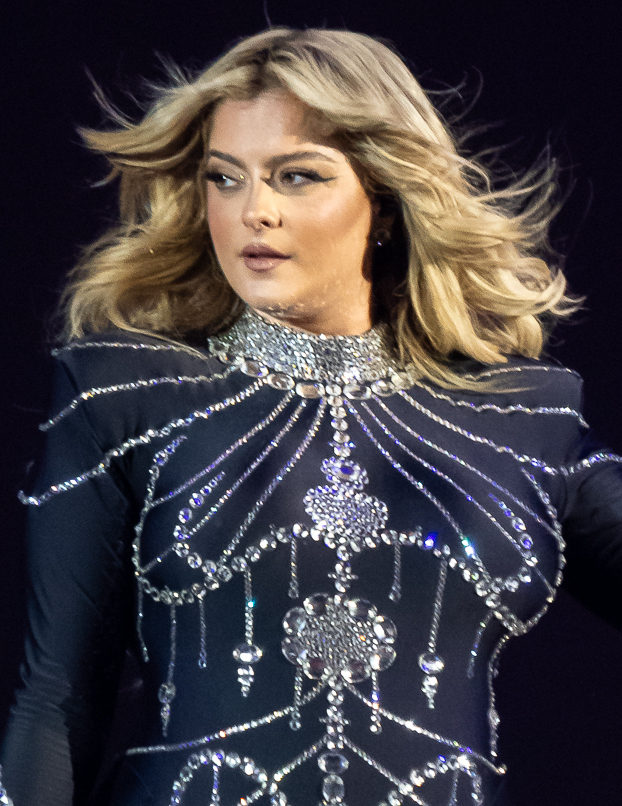
Bebe Rexha is közreműködik a dalban (a képen)

A "My Oh My" című dalt először Minogue, Rexha, és Lo a közösségi médián keresztül terjesztették. Először július 11-én volt elérhető a streaming platformokon, majd másnap a digitális platformokon. A dal premierje a BBC Radio 2 The Zoe Ball Breakfast Show című műsorában volt, majd ugyanezen a napon a BBC Radio Shropshire csatornán is megjelent. Ezenkívűl egy vizualizációt is hozzáadtak Minogue YouTube csatornájához. Július 12-én Minogue weboldalán harom fizikai változatot mutatott be. Egy CD kislemezt, egy kazettát és egy 7 inches bakelit kislemezt, amelyek mindegyike tartalmazz a dal hosszú változatát. A kislemezt 2024. augusztus 9-től kezdik forgalmazni.
A zenekritikusok pozitívan értékelték a dalt.  A Billboard írója, Lars Brandle úgy jellemezte a dalt, mint "kifinomult és csiszolt popfelvétel", míg a Clash szerkesztője, Robin Murray "szórakoztató, fricskás pop-nak nevezte, mely egy olyan dal,  amely femme energiát sugároz az első hangtól az utolsóig. Murray dicsérte Rexha és Lo munkáját a dalban. melyet ragályosnak és teljesen izgalmasnak érződő számnak" nevezett. A Stereogum munkatársa, Abby Jones "klasszikus dance-floor dalként" jellemezte. A Classic Pop szerkesztője, Dan Biggane azt írta, hogy a dal "a nyári táncparkett kedvence lesz", míg a The Standard írója, Nuray Bulbul dicsérte a "csábító pop ütemét a dalnak, mely könnyed rímekkel van tele a csillagjegyekről." Az Euphoria közreműködője, Nmesoma Okechukwu "forró táncdalként" jellemezte a dalt, miután dicsérte a fülbemászóságát és az énekes minden egyes előadását, Kitty Robison a Notiontól "felvillanyozónak" nevezte a dalt.
A People magazin "fülbemászó, kacér pop-dalnak" nevezte, és dicsérte az énekes lírai csúcspontját, amit a "Can't Get You Out of My Head"-ből merítettek. Taylor Henderson az Out-tól kiemelte, hogy ez egy csillogó pop dance dal, mely biztosan mindent megad a melegeknek, amit akarnak. Shaad D'Souza felvette a dalt saját "10 dal amit hallanod kell" című listájára, melyet "bájosnak és mentegetőzés nélkül butának" valamint "tökéletes késő nyári édességnek" nevezett. A The Times a dalt felvette a 2024-es év legjobb dalait tartalmazó listájára, míg Pip Ellwood-Hughes az Entertainment Focus-tól azon dalok közé választotta, amelyeket Minogue július 13-i BST Hyde Park-beli fellépésére vártak.

## Formátumok és számlista
Digitális letöltés/ streaming
1. "My Oh My" (featuring Bebe Rexha and Tove Lo) – 3:01

CD single / kazetta / 7" kislemez
1. "My Oh My" (featuring Bebe Rexha and Tove Lo) – 3:01
2. "My Oh My" (featuring Bebe Rexha and Tove Lo) [Extended mix]

## Slágerlista
| Slágerlista (2024)                        | Legjobb helyezések |
| ----------------------------------------- | ------------------ |
| Australian Artist Singles (ARIA)          | 17                 |
| Australia Independent (AIR)               | 1                  |
| New Zealand Hot Singles (RMNZ)            | 21                 |
| Egyesült Királyság (UK Indie Chart)       | 11                 |
| Egyesült Királyság (UK Singles Chart)     | 63                 |
| US Hot Dance/Electronic Songs (Billboard) | 33                 |

## Megjelenések
| Ország    | Dátum              | Formátum                             | Label        | Ref(s). |
| --------- | ------------------ | ------------------------------------ | ------------ | ------- |
| Különböző | 2024. július 11.   | Streaming                            | Darenote BMG |         |
| Különböző | 2024. július 12.   | CD single kazetta Digitális letöltés | Darenote BMG |         |
| Különböző | 2024. augusztus 9. | 7" kislemez                          | Darenote BMG |         |